# Poluchno
Poluchno (ukr. Полюхне) – wieś na Ukrainie w rejonie horochowskim obwodu wołyńskiego.

## Historia
Pod koniec XIX w. wieś w gminie Podberezie, w powiecie włodzimierskim.